# Seznam generálních ředitelů Generálního ředitelství cel Celní správy České republiky
Toto je seznam generálních ředitelů Generálního ředitelství cel Celní správy České republiky. Celní správa České republiky (CS ČR) vznikla dne 1. ledna 1993 z Ústřední celní správy, která byla složkou Ministerstva zahraničního obchodu.

## Seznam
Seznam generálních ředitelů Generálního ředitelství cel:
- Jiří Hronovský (1993)
- Miroslav Kárník (1993–1999)
- Marcel Kulendík (1. května 2000 – 31. května 2001; coby náměstek pověřen vedením od 1. prosince 1999[3])
- Zdeněk Richtr (2001 – 27. prosince 2006; coby náměstek pověřen vedením od 1. června 2001[3])[4]
- plk. Milan Šiška (1. ledna 2007 – 28. února 2007)[5][6]
- brig. gen. Pavel Novotný (1. března 2007 – 31. srpna 2014)[6][7]
- brig. gen. Petr Kašpar (2. září 2014 – 30. června 2016)[8][9][10]
- genmjr. Milan Poulíček (25. července 2016 – 31. května 2022)[11]
- genmjr. Marek Šimandl (od 8. července 2022)[12]